# Bryocoris
Bryocoris is een geslacht van wantsen uit de familie blindwantsen. Het geslacht werd voor het eerst wetenschappelijk beschreven door Carl Fredrik Fallén in 1829.

## Soorten
Het genus bevat de volgende soorten:

- Bryocoris biquadrangulifer (Reuter, 1906)
- Bryocoris bui Hu and Zheng, 2000
- Bryocoris concavus Hu and Zheng, 2000
- Bryocoris convexicollis Hsiao, 1941
- Bryocoris flaviceps Zheng and Liu, 1992
- Bryocoris formosensis Lin, 2003
- Bryocoris gracilis Linnavuori, 1962
- Bryocoris hsiaoi Zheng and Liu, 1992
- Bryocoris insuetus Hu and Zheng, 2000
- Bryocoris latiusculus Hu and Zheng, 2007
- Bryocoris latus Lin, 2003
- Bryocoris lii Hu and Zheng, 2000
- Bryocoris lobatus Hu and Zheng, 2000
- Bryocoris montanus Kerzhner, 1972
- Bryocoris nitidus Hu and Zheng, 2004
- Bryocoris paravittatus Lin, 2003
- Bryocoris persimilis Kerzhner, 1988
- Bryocoris pteridis (Fallen, 1807)
- Bryocoris sichuanensis Hu and Zheng, 2000
- Bryocoris vittatus Hu and Zheng, 2000
- Bryocoris xiongi Hu and Zheng, 2000